# Morpho unicolor
Morpho unicolor är en fjärilsart som beskrevs av Le Moult 1931. Morpho unicolor ingår i släktet Morpho och familjen praktfjärilar. Inga underarter finns listade i Catalogue of Life.